# Бачило, Александр Геннадьевич
Алекса́ндр Генна́дьевич Бачи́ло (12 августа 1959 — 2 августа 2022) — русский писатель-фантаст, сценарист телевизионных программ и фильмов, член Союза писателей России.

## Биография
Окончил факультет автоматики и вычислительной техники Новосибирского электротехнического института (АВТФ НЭТИ) в 1981 году. Работал программистом в Институте ядерной физики СО РАН. Участник команды КВН Новосибирского государственного университета. Жил в Москве.
Сын — видеоблогер Дмитрий Бачило.
Супруга — Катерина Бачило, также издающийся писатель-фантаст, сценарист, художник-иллюстратор, многократный победитель сетевых конкурсов («Рваная грелка» и пр.), писала под псевдонимом К. А. Терина.
Скончался 2 августа 2022 года от разрыва аневризмы аорты. Урна с прахом захоронена в колумбарии Южного кладбища Новосибирска.

## Особенности творчества
Для прозы Александра Бачило характерна творческая манера «обыденного ужаса». В его творчестве подвергается эстетизации холодное наблюдение за тем, как тонка завеса, которая отделяет обыденную человеческую жизнь от непредставимого кошмара и как часто кошмар вторгается на территорию будней (например, в повести «Лесопарк» из цикла «Академонгородок», рассказе «Московский охотник»). В текстах Бачило намеренно не употребляются слова «угроза», «опасный», «кошмарный», «ужасный»: самое страшное в них описывается с намеренно бесстрастной позиции, и это бесстрастие производит гораздо более сильное впечатление, чем описание бурных эмоций.

## Сценарии
- Телевизионные программы «О.С.П.-студия», «Несчастный случай», «Игры разума», «Хорошие шутки» и др.

- Телесериалы «Простые истины», «33 квадратных метра», «Афромосквич», «Студенты», «Русское средство», «Золотая тёща», «Татьянин день», «Любовь — не то, что кажется», «Кулагины-2».

- Фантастические сериалы «Башня», «Лапси» (совместно с Игорем Ткаченко).

- Фантастический мини-сериал «Молодые и сильные выживут» по мотивам одноимённого романа Олега Дивова (совместно с Игорем Ткаченко).

- Перевод мюзикла «Иствикские ведьмы» (совместно с Алексеем Кортневым и Павлом Санаевым).

- Кинопародия «Ночной Базар».

- Автор стихов к песням и пародиям в исполнении Александра Пушного и «О.С.П.-студии», к музыкальным заставкам программ «Слава Богу, ты пришёл!», «Большая разница», «6 кадров», «Южное Бутово», «Кто умнее пятиклассника?» и др.